# Summit (condado de Langlade, Wisconsin)
Summit es un pueblo ubicado en el condado de Langlade en el estado estadounidense de Wisconsin. En el Censo de 2010 tenía una población de 163 habitantes y una densidad poblacional de 1,73 personas por km².

## Geografía
Summit se encuentra ubicado en las coordenadas 45°19′46″N 89°22′43″O / 45.32944, -89.37861. Según la Oficina del Censo de los Estados Unidos, Summit tiene una superficie total de 94.34 km², de la cual 94.28 km² corresponden a tierra firme y (0.07%) 0.06 km² es agua.

## Demografía
Según el censo de 2010, había 163 personas residiendo en Summit. La densidad de población era de 1,73 hab./km². De los 163 habitantes, Summit estaba compuesto por el 95.71% blancos, el 0.61% eran afroamericanos, el 0% eran amerindios, el 0% eran asiáticos, el 0% eran isleños del Pacífico, el 0% eran de otras razas y el 3.68% pertenecían a dos o más razas. Del total de la población el 0% eran hispanos o latinos de cualquier raza.